# Chalcedectus annulipes
Chalcedectus annulipes är en stekelart som beskrevs av William Harris Ashmead 1904. Chalcedectus annulipes ingår i släktet Chalcedectus och familjen puppglanssteklar. Inga underarter finns listade i Catalogue of Life.